# 国際航空宇宙展
国際航空宇宙展とは、数年に一度、日本各地で行われる、航空宇宙分野の国際展示会である。国際航空宇宙ショーとして当初は開催されたが、第7回後、自衛隊の基地使用が困難になったこと、海外からの参加規模が縮小されてきたこと、さらには航空宇宙工業会が主催するエアショーはより専門的であるべき、などの意見が強く出されるようになってきたことから、第8回から航空宇宙関係者、専門家を対象とするトレードショーとしての意義を強調するほうが出展企業にも賛同を得やすく、出展勧誘にも有利との観点から、屋内開催の展示会として発展させていく方針を固めていった。主催者は社団法人の日本航空宇宙工業会。第14回以降は東京ビッグサイトにて開催されている。

## 大会概要
| 開催回 | 開催年月日                                                                    | 開催地                        | 参加国                                                   | 参加団体数 | 入場者     |
| ------ | ----------------------------------------------------------------------------- | ----------------------------- | -------------------------------------------------------- | ---------- | ---------- |
| 1      | 1966年11月3日から6日                                                          | 入間基地                      | 日米2か国                                                | 42         | 38万人     |
| 2      | 1968年10月9日から13日                                                         | 入間基地                      | 6か国（日、米、仏、英、西独、ソ連）                      | 96         | 50万人     |
| 3      | 1971年10月29日から11月3日                                                     | 小牧基地                      | 8か国                                                    | 177        | 50万人     |
| 4      | 1973年10月5日から11日                                                         | 入間基地                      | 8か国（日、加、西独、仏、伊、英、米、ソ連）              | 119        | 60万9000人 |
| 5      | 1976年10月16日から24日                                                        | 入間基地                      | 8か国（日、米、ソ連、加、西独、伊、英、仏）              | 123        | 48万人     |
| 6      | 1979年10月17日から25日                                                        | 入間基地                      | 9か国（ルーマニアが新たに参加）                          | 122        | 26万8400人 |
| 7      | 1983年10月29日から11月6日                                                     | 岐阜基地                      | 7か国                                                    | 110        | 43万人     |
| 8      | 1991年2月14日から18日                                                         | 幕張メッセ                    | 10か国・地域（スウェーデン、イスラエル、キプロスも参加） | 259        | 8万人      |
| 9      | 1995年2月15日から19日                                                         | 幕張メッセ                    | 21か国・地域                                             | 282        | 8万4000人  |
| 10     | 2000年3月22日から26日                                                         | 東京国際展示場                | 24か国・地域                                             | 297        | 11万人     |
| 11     | 2004年10月6日から10日                                                         | パシフィコ横浜                | 24か国・地域                                             | 343        | 11万人     |
| 12     | 2008年10月1日から5日                                                          | パシフィコ横浜                | 22か国・地域                                             | 528        | 4万2000人  |
| 13     | 2012年10月9日から6日                                                          | ポートメッセなごや&セントレア | 32か国・地域                                             | 664        | 16万2884人 |
| 14     | 2016年10月12日から15日                                                        | 東京ビッグサイト              | 31か国・地域（オーストリア、チェコなども参加）           | 812        | 4万4416人  |
| 15     | 2018年11月28日から30日                                                        | 東京ビッグサイト              | 17か国・地域                                             | 520        | 2万7458人  |
| 16     | トレードデー；2024年10月16日から18日 トレード・パブリックデー；2024年10月19日 | 東京ビッグサイト              | -                                                        | -          | -          |

## 主催者
- 第1回から第4回 日本航空宇宙工業会、朝日新聞社、日本航空協会
- 第5回から第7回 日本航空宇宙工業会、航空振興財団
- 第8回から第13回 日本航空宇宙工業会単独開催
- 第14回以降 日本航空宇宙工業会、東京ビッグサイト

## その他
- 1991年の第8回宇宙展には、皇太子徳仁親王が来場している。
- 2012年の第13回宇宙展には、ヘリコプター歴史保存協会から警視庁が実際に使用していたヒューズ500を展示
- 2021年9月29日から10月2日に開催予定だった第16回宇宙展は、2020年東京オリンピックの開催が2019年コロナウイルス感染症の影響で2021年に延期され、施設の利用制限について発表があり、この使用制限の期間が宇宙展の設営準備及び会期と重複するため、延期となっていたが、収束の目処が立たないため中止し、2024年開催となった。